# Serhij Perchun

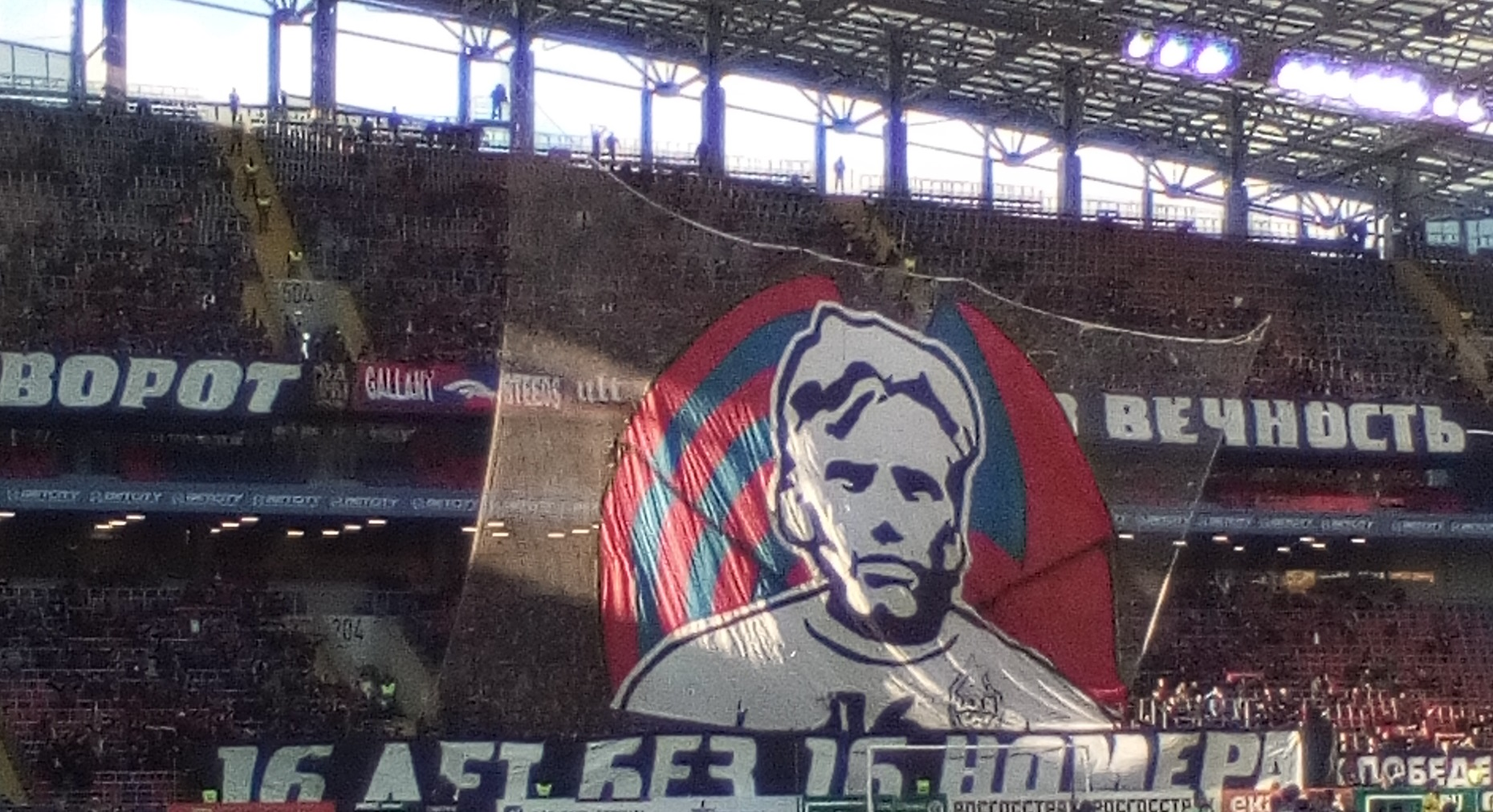
Banner zum Gedenken an Sergey Perkhun während des Spiels CSKA Moskau - FC Rostow am 16. September 2017

Serhij Wolodymyrowytsch Perchun (ukrainisch Сергій Володимирович Перхун; russisch Сергей Владимирович Перхун Sergei Wladimirowitsch Perchun; * 4. September 1977 in Dnipropetrowsk, Ukrainische SSR; † 28. August 2001 in Moskau, Russland) war ein ukrainischer Fußballtorwart.

## Karriere

### Vereinskarriere
Perchun debütierte als Profi keine fünf Wochen nach seinem 16. Geburtstag für Dnipro Dnipropetrowsk aus seiner Heimatstadt als bis dahin jüngster Spieler der Wyschtscha Liha und bis heute jüngster Spieler von Dnipro. 1999 wechselte er zum moldauischen Erstligisten Sheriff Tiraspol, mit dem er in diesem Jahr dem Landespokal gewinnen konnte.
Perchun wechselte zur Saison 2001 zum russischen Armeesportclub ZSKA Moskau. Eigentlich als Ersatztorhüter unter Vertrag genommen kam er am dritten Spieltag gegen Spartak Moskau zu seinem ersten Einsatz. Bei seinen Einsätzen zeigte er eine sehr überzeugende Leistung, so dass er bald die Nummer 1 der Moskauer wurde. In seinen ersten zwölf Ligaspielen blieb er sechsmal ohne Gegentor und musste nie ein zweites Gegentor hinnehmen.

### Nationalmannschaft
Er gehörte verschiedenen Jugendnationalmannschaften der Ukraine an, so gehörte er zur Mannschaft, die 1994 bei der U-16-EM den dritten Platz belegte, und auch der U-21-Auswahl des Landes, wo Perchun elf Spiele absolvierte. Am 15. August 2001 stand er erstmals im Tor der ukrainischen Nationalmannschaft gegen Lettland.

## Tod
Das Spiel gegen Anschi Machatschkala am 19. August 2001 war sein erst 13. Ligaspiel für ZSKA, als er in der 75. Minute unglücklich vom Fuß des Stürmers Budun Budunow getroffen wurde. Perchun musste mit einer Trage von Platz getragen werden. Zuerst noch ansprechbar, blieb Perchuns Herz auf dem Weg zum wartenden Flugzeug zurück nach Moskau stehen. Beide Spieler erlitten bei dem Zusammenstoß schwere Kopfverletzungen, doch während Budunow sich erholte, erlag Perchun neun Tage später im Alter von 23 Jahren seinen Verletzungen.
Serhij Perchun hinterließ seine Frau Yulia und zwei gemeinsame Töchter. Seine zweite Tochter kam erst etwa zwei Monate nach seinem Tod zur Welt.